# Фінал кубка Німеччини з футболу 1972
Фінал Кубка Німеччини з футболу 1972 — фінальний матч розіграшу кубка Німеччини сезону 1971—1972 відбувся 1 липня 1972 року. У поєдинку зустрілися «Кайзерслаутерн» з однойменного міста та гельзенкірхенський «Шальке 04». Перемогу з рахунком 5:0 здобув «Шальке 04».
| Володар Кубка Німеччини 1971—1972 |
| --------------------------------- |
|                                   |
| «Шальке 04» Другий титул          |

## Учасники
| Клуб             | Участей | Роки (жирним виділено перемоги)          |
| ---------------- | ------- | ---------------------------------------- |
| «Шальке 04»      | 7       | 1935, 1936, 1937, 1941, 1942, 1955, 1969 |
| «Кайзерслаутерн» | 1       | 1961                                     |

## Шлях до фіналу
| Раунд                                                   | Противник                  | Рахунок      | Матчі              |
| ------------------------------------------------------- | -------------------------- | ------------ | ------------------ |
| 1/16                                                    | «Герта»                    | 5–1          | 3–1 (Д) 2–0 (Г)    |
| 1/8                                                     | «Фортуна» (Дюссельдорф)    | 3–2          | 1–1 (Г) 2–1 (Д)    |
| 1/4                                                     | «Боруссія» (Менхенгладбах) | 3–2          | 2–2 (Г) 1–0 (Д)    |
| 1/2                                                     | «Кельн»                    | 6–6 пен. 6–5 | 1–4 (Г) 5–2 дч (Д) |
| (Д) = Вдома; (Г) = У гостях; (Н) = На нейтральному полі |                            |              |                    |

| Раунд                                                   | Противник               | Рахунок      | Матчі              |
| ------------------------------------------------------- | ----------------------- | ------------ | ------------------ |
| 1/16                                                    | «Вупперталер»           | 4–4 пен. 5–3 | 1–2 (Г) 3–2 дч (Д) |
| 1/8                                                     | «Штутгарт»              | 6–5          | 3–4 (Г) 3–1 (Д)    |
| 1/4                                                     | «Рот-Вайс» (Обергаузен) | 6–3          | 1–3 (Г) 5–0 дч (Д) |
| 1/2                                                     | «Вердер»                | 4–2          | 2–1 (Д) 2–1 (Г)    |
| (Д) = Вдома; (Г) = У гостях; (Н) = На нейтральному полі |                         |              |                    |

## Матч

### Деталі
| 1 липня 1972 16:00 (CET) |

| Шальке 04                                           | 5:0      | Кайзерслаутерн |
| --------------------------------------------------- | -------- | -------------- |
| Кремерс 13', 82' Шеер 32' Люткебомерт 57' Фішер 66' | Протокол |                |

| Нідерсахсенштадіон, Ганновер Глядачів: 61 000 Арбітр: Гайнц Алдінгер |

|  |  |

| В                |  | Норберт Нігбур      |
| З                |  | Гельмут Кремерс     |
| З                |  | Клаус Фіхтель       |
| З                |  | Рольф Рюссман       |
| З                |  | Гартмут Гугзе       |
| ПЗ               |  | Герберт Люткебомерт |
| ПЗ               |  | Гайнц ван Гаарен    |
| ПЗ               |  | Клаус Шеер          |
| Н                |  | Ервін Кремерс       |
| Н                |  | Клаус Фішер         |
| Н                |  | Райнгард Лібуда (к) |
| Головний тренер: |  |                     |
| Івиця Хорват     |  |                     |

| В                |  | Йозеф Елтінг      |  |     |
| З                |  | Фріц Фухс         |  |     |
| З                |  | Ернст Діль        |  |     |
| З                |  | Дітмар Швагер     |  |     |
| З                |  | Гюнтер Райндерс   |  |     |
| ПЗ               |  | Ідріз Хошич       |  | 55' |
| ПЗ               |  | Германн Бітц      |  |     |
| ПЗ               |  | Юрген Фрідріх (к) |  |     |
| ПЗ               |  | Йозеф Піррунг     |  |     |
| Н                |  | Вольфганг Зеел    |  |     |
| Н                |  | Клаус Аккерманн   |  |     |
| Заміни:          |  |                   |  |     |
| Н                |  | Карл-Гайнц Фогт   |  | 55' |
| Головний тренер: |  |                   |  |     |
| Дітріх Вайзе     |  |                   |  |     |